# Vasile Roaită
Vasile Roaită (n. 1914 – d. 16 februarie 1933, București) a fost un muncitor feroviar român, care a murit împușcat în timpul marii greve de la Atelierele CFR Grivița din februarie 1933. Este înhumat la cimitirul „Izvorul nou” din București.

## Construirea mitului „Vasile Roaită”
După 1948, Vasile Roaită a fost făcut UTC-ist post-mortem și i s-a atribuit tragerea sirenei – care se acționa numai pentru a anunța pauza de prânz și terminarea schimbului. Apoi, a fost așezat în panteonul martirilor comuniști, alături de Donca Simo, Filimon Sârbu, Olga Bancic și Elena Pavel. S-a construit mitul că a fost ucis în timp ce trăgea sirena pentru a anunța intrarea poliției și armatei în uzinele „Grivița”. La Plenara CC al PMR din noiembrie-decembrie 1961, Gh. Gheorghiu-Dej însuși a criticat această „poveste cu Vasile Roaită”, descris de fostul lider comunist drept „un muncitor ca oricare altul”.
Pentru consolidarea legendei, numele lui Vasile Roaită a fost dat unor localități și instituții: de exemplu Școala Generală Nr 184 Vasile Roaită din București, cartierul Vasile Roaită din Bacău, Liceul de Matematică Fizică „Vasile Roaită” din Râmnicu-Vâlcea, Spitalul „Vasile Roaită” (ulterior Spitalul „Grivița Roșie”, din 1990 Spitalul Clinic „Sf. Maria”) din București. Prin Hotărârea nr. 993 a Consiliului de Ministri din 2 septembrie 1950, pentru înființarea unor gospodării agricole colective, au fost înființate 182 de Gospodării Agricole Colective, din care 7 purtau numele de „Vasile Roaită” și anume, din comuna Toderița, județul Făgăraș, din comuna Răchiți, satul Stăuceni, județul Botoșani, din comuna Someș, satul Guruslău, județul Sălaj, din comuna Bivolari, satul Soloneț, județul Iași, din comuna Halmeu, județul Satu Mare, din comuna Bichiș, județul Severin și din comuna Amnaș, județul Sibiu. 
Astfel a apărut, prin redenumire, satul Vasile Roaită, în comuna Umbrărești, Galați sau comuna Vasile Roaită (fostă Domnița Maria), în sudul orașului Bacău. Înainte de Al Doilea Război Mondial localitatea Eforie Sud s-a numit Carmen Sylva (pseudonimul literar al reginei Elisabeta, 1843-1916). În 1950, localitatea a primit numele „eroului” ceferist Vasile Roaită. Abia în 1962, în cadrul marii operațiuni de destalinizare la nivel simbolic, localitatea a primit numele Eforie Sud.
Constantin Negrea a dezvăluit că în 1944, Gheorghiu-Dej și Chivu Stoica l-au rugat să renunțe la „meritul” său în favoarea lui Roaită. Un erou mort era mult mai util propagandei decât unul viu.

## Ștergerea memoriei
După 1962 numele de Vasile Roaită a dispărut aproape de pretutindeni. S-au schimbat atunci și nume de străzi, de spitale, cămine culturale, de școli, de întreprinderi, de cinematografe, deoarece Partidul, care acum avea alte priorități, își reconfecționa istoria. Atunci a fost înlăturat și bustul lui Vasile Roaită, pe care sculptorul Artur Vetro îl realizase în 1958 pentru orașul București.
După 1965 s-a spus că Ceaușescu, gelos pe faima lui Dej, a pus cercetătorii să caute prin arhive și să descopere până la urmă că "Grivița Roșie" era un fals istoric, o falsă legendă, iar celebrul trăgător al sirenei, Vasile Roaită, un „idol fals”.
Dispariția lui Roaită din discursul propagandistic al PCR nu s-a datorat, așa cum s-a speculat în epocă, nevoii lui Ceaușescu de a fi singurul erou din ilegalitate, ci unei descoperiri neașteptate făcută de istoricii comuniști în arhivele Siguranței: Vasile Roaită nu numai că nu fusese nici măcar grevist, dar era unul din informatorii pe care Siguranța îi infiltrase printre muncitorii de la Atelierele Grivița. Cu alte cuvinte, din motive propagandistice, PCR-ul îi furase meritele lui Constantin Negrea, grevist care luptase cot la cot cu Dej pentru drepturile muncitorilor, și i le atribuise unei victime accidentale.

## Monumente
Deși sărbătorirea victimelor Grevei de la Ateleriele Grivița din 1933 a încetat în timpul regimului Ceaușescu, și numele „Grivița Roșie” și „sirena lui Roaită” au pierdut din popularitate, totuși statuia lui Vasile Roaită continua în 2009 să fie prezentă în Parcul CFR din Bacău, nu departe de gară.